# Чудовишта на послу
Чудовишта на послу (енгл. Monsters at Work) је америчка рачинарски-анимирана стриминг телевизијска серија. Представља спин-оф франшизе Чудовишта из ормара, као и директни наставак филма Чудовишта из ормара. Представља другу телевизијску серију дугог формата базирану на својствима студија Pixar након серије Баз Светлосни Звездане команде, такође чинећи франшизу Чудовишта из ормара другом франшизом студија Pixar која има сопствену серију.
Премијера серије је била 7. јула 2021. године на стриминг услузи Disney+.

## Радња
Шест месеци након догађаја из филма Чудовишта из ормара, град Чудовиштрополис врши транзицију подстакнут звуком смеха. Тајлор Тасксмон, недавни дипломац мајора плашења на Универзитету Чудовишта, који ради као механичар у тиму објеката, сања да ради заједно са својим идолима, Мајком Васовсијем и Џејмсом П. „Сулвијем” Суливаном.